# MPEG-4
MPEG-4 er en MPEG-standard, der benyttes til datakomprimering og til distribution af digitale billeder og lyd. MPEG-4 er en videreudvikling af MPEG-2 teknologien.
Komprimeringen benyttes til at overføre digitaliseret information via et sendenet med begrænset båndbredde. Forskellen mellem standarderne MPEG-2 og MPEG-4 er, at MPEG-4 komprimerer billederne så de fylder endnu mindre uden synlig forringelse af kvaliteten. Det er politisk besluttet, at MPEG-4 skal benyttes som standard i sendenettet. En digital modtager, der understøtter MPEG4-standarden, kan også modtage MPEG2 – men ikke omvendt. 
MPEG står for Motion Picture Expert Group, og er en arbejdsgruppe der har udviklet de standarder, der benyttes til at komprimere digitale lyd- og video-signaler. Arbejdsgruppen har standardiseret komprimeringsformater som MPEG-1, MPEG-2, MPEG-4 med flere.